# Kastanjevisseltrast
Kastanjevisseltrast (Myophonus castaneus) är en fågel i familjen flugsnappare inom ordningen tättingar. Den förekommer i bergstrakter på Sumatra i Indonesien. Arten minskar i antal men beståndet anses vara livskraftigt.

## Utseende och läte
Kastanjevisseltrasten är en mörk, 25 cm lång trastliknande fågel med skillnad i dräkter mellan könen. Hanen är metalliskt blåglänsande på pannan, på främre delen av kroppen blåsvart övergående från övre delen av ryggen, skapularerna och buken till kastanjebrunt på bakre delen, vingarna och stjärten. Honan och ungfågeln är båda nästan helt kastanjebruna, med huvudet mer brungrått. Ben och näbb är svarta. Sången har inte dokumenterats och lätet beskrivs som ett gnisslande "waaach".

## Utbredning och systematik
Fågeln förekommer i skogar i låga bergstrakter på den indonesiska ön Sumatra. Den behandlas ibland som underart till Myophonus glaucinus.

### Familjetillhörighet
Släktet placerades tidigare med trastar i Turdidae, men DNA-studier visar att arterna är trastlika flugsnappare närmast blåpannad visseltrast (Cinclidium frontale), klyvstjärtar och Tarsiger.

## Levnadssätt
Arten hittas i bergsbelägna skogar på mellan 400 och 1500 meters höjd. Den påträffas på medelhög nivå i lövverket utmed vattendrag och uttorkade flodbäddar.

## Status och hot
Arten har ett stort utbredningsområde, men tros minska i antal, dock inte tillräckligt kraftigt för att den ska betraktas som hotad. Internationella naturvårdsunionen IUCN listar arten som livskraftig (LC).